# Wolfgang Büttner
Pour les articles homonymes, voir Büttner.
Wolfgang Büttner, né le 1er juin 1912 à Rostock et mort le 18 novembre 1990 à Stockdorf, section de la commune bavaroise de Gauting, est un acteur allemand, également comédien de doublage.

## Biographie
Wolfgang Büttner était marié avec l'actrice Eleonora Noelle (1924-2004).

## Filmographie partielle

### Au cinéma
- 1955 : Le 20 Juillet de Falk Harnack
- 1956 : Le Diable en personne (Teufel in Seide) de Rolf Hansen :
- 1962 : Le Jour le plus long de Ken Annakin, Andrew Marton, Bernhard Wicki, Gerd Oswald et Darryl F. Zanuck : Général Hans Speidel
- 1967 : Der sanfte Lauf de Haro Senft
- 1979 : La Percée d'Avranches d'Andrew McLaglen

### À la télévision
Wolfgang Büttner a beaucoup joué dans des télé-séries et téléfilms allemands, notamment quelques épisodes de :
- Inspecteur Derrick
- Tatort